# Madhuban Mathaul
Madhuban Mathaul (nep. मधुवन मथौल) – gaun wikas samiti w środkowej części Nepalu w strefie Narajani w dystrykcie Parsa. Według nepalskiego spisu powszechnego z 2001 roku liczył on 1045 gospodarstw domowych i 6091 mieszkańców (3037 kobiet i 3054 mężczyzn).